# Wielka Piaśnica
Wielka Piaśnica [ˈvjɛlka pjaɕˈnit͡sa] (tiếng Đức: Groß Piasnitz; Kashubian) là một ngôi làng thuộc khu hành chính của Gmina Puck, thuộc hạt Puck, Pomeranian Voivodeship, ở miền bắc Ba Lan. Nó nằm khoảng 14 kilômét (9 mi) về phía tây Puck và 46 km (29 mi) về phía tây bắc của thủ đô khu vực Gdańsk.

## Chiến tranh Thế giới thứ II

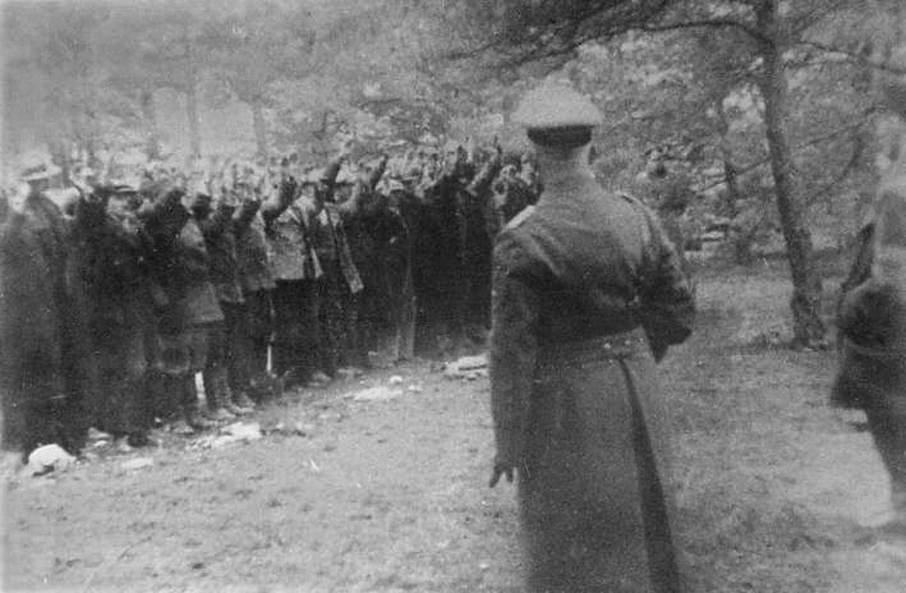
Nạn nhân trước khi bị xử tử, Thảm sát ở Piaśnica, 1939

Sau năm 1939 Cuộc xâm lược của Ba Lan, Đức SS từ Danzig (Gdańsk) và người dân Đức địa phương thành viên của Selbstschutz thực hiện trên 12.000 dân thường, chủ yếu là Ba Lan và Kashubian trí thức từ Pomorskie, trong Darżlubska rừng bên cạnh làng. Trong số các nạn nhân có khoảng 1.200 người mắc bệnh tâm thần từ các bệnh viện địa phương, thiệt mạng trong quá trình chính sách trợ tử bắt buộc được gọi là Hành động T4.
Các cuộc hành quyết hàng loạt bắt đầu vào tháng 10 năm 1939 và kéo dài đến tháng 4 năm 1940. Một sự khai quật những ngôi mộ tập thể đã được thực hiện sau Thế chiến II năm 1946. Trong tổng số 35 ngôi mộ, 30 ngôi đã được khoanh vùng trong đó có 26 ngôi mộ. Chỉ có 305 thi thể (trong hai ngôi mộ tập thể) được tìm thấy, phần còn lại của các thi thể đã bị người Đức đốt cháy vào tháng 8 năm 1944. Sonderkommandos (lao động nhà tù cưỡng bức) từ trại tập trung Stutthof đã được sử dụng để che dấu vết và sau đó bị xử tử.